# Vivek Ramaswamy
Vivek Ramaswamy (* 9. srpna 1985 Cincinnati) je americký podnikatel, spisovatel, politický aktivista, neúspěšný uchazeč o republikánskou kandidaturu na prezidenta a dle komentátorů údajný šiřitel konspiračních teorií.

## Život a podnikání
V letech 2007 až 2014 pracoval v hedgeovém fondu QVT Financial. 
V roce 2014 založil biotechnologickou firmu Roivant Sciences. V roce 2022 spoluzaložil společnost Strive Asset Management a v současné době působí jako její výkonný předseda správní rady.

## Aktivismus a politika
Od roku 2020 píše a vystupuje proti kapitalismu podílníků, proti cenzuře prováděné velkými technologickými společnostmi a kritické rasové teorii. Ramaswamy byl v roce 2022 v profilu časopisu The New Yorker nazván „výkonným ředitelem společnosti Anti-Woke, Inc.“ a byl popsán jako „jeden z intelektuálních kmotrů hnutí Anti-Woke“ a „výmluvný zastánce zdravě populistického přístupu“.
Je autorem knih Woke, Inc: Inside Corporate America's Social Justice Scam, která vyšla v srpnu 2021, a Nation of Victims: Identity Politics, the Death of Merit, and the Path Back to Excellence, která vyšla 13. září 2022.

### Neúspěšná kampaň k nominaci na prezidentského kandidáta
Ramaswamy se neúspěšně ucházel v republikánských primárkách pro nominaci na stranického kandidáta na prezidenta Spojených států ve volbách v roce 2024. Své rozhodnutí kandidovat oznámil v pořadu Tucker Carlson Tonight 21. února 2023. V polovině ledna 2024 z republikánských primárek odstoupil a vyjádřil plnou podporu Donaldu Trumpovi poté, co ve státě Iowa získal kolem 7 % hlasů a skončil až na čtvrtém místě. Trumpa poté podpořil na několika volebních mítincích.